# Currais
Currais es un municipio brasileño del estado del Piauí. Se localiza a una latitud 09º00'25" sur y a una longitud 44º24'39" oeste, estando a una altitud de 320 metros. Su población estimada en 2004 era de 4 420 habitantes.
Posee un área de 3079,9 km².